# Trai Địa Trung Hải
Trai Địa Trung Hải (Danh pháp khoa học: Mytilus galloprovincialis) là một loài trai trong họ Mytilidae, đây là một loài xâm lấn, chúng được du nhập vào Hawaii và nhiều nơi khác thuộc Mỹ. Trai địa trung hải xâm nhập vào Nam châu Phi và đang cạnh tranh thế chỗ các loài trai đen và nâu bản địa dẫn đến đe dọa sự sống còn của các loài trai đen và nâu bản địa. Đôi lúc Trai Địa Trung Hải còn được gọi là trai xanh và dễ bị nhầm lẫn với loài Mytilus edulis.